# Anelaphus maculatus
Anelaphus maculatus es una especie de escarabajo longicornio del género Anelaphus, categorizada en la tribu Elaphidiini, de la subfamilia Cerambycinae. Fue descrita por Chemsak & Noguera en 1993.

## Descripción
Mide 10-15 mm de longitud.

## Distribución
Se distribuye por México.